# Château d'Agnou
Le château d'Agnou est situé à Maule dans le département des Yvelines, au lieu-dit du Bout d'Agnou. Il est classé monument historique.

## Époque médiévale
Dès le XIIe siècle, un château à donjon, le château Saint-Vincent, se serait élevé sur l'emplacement du château d'Agnou. Construit dans le faubourg d'Agnou, sur le fief de la famille de Boutigny, il était accolé à de longues murailles qui entouraient la totalité du bourg de Maule. Les Boutigny en étaient propriétaires depuis le XIIIe siècle, avec Hugues de Boutigny, seigneur de Gavral, puis son fils Jean de Boutigny. Le château fut néanmoins démantelé sur ordre de Louis VI le Gros.
En 1357, la ville est saccagée par Charles le Mauvais de Navarre, qui détruit totalement l'édifice. Les barons de Maule vivent alors en ville, dans des maisons construites à cet effet. Mais les choses vont changer au XVIe siècle.

## Histoire
Lorsque les Harlay de Sancy font l'acquisition de plusieurs fiefs sur la terre de Maule entre 1578 et le premier quart du XVIIe siècle, La famille de Morainvillier sont encore titulaires de la baronnie. François de Morainvillier, dernier d'entre eux, restera seigneur de Maule jusqu'en 1597. Le titre est ensuite acquis par Nicolas Harlay de Sancy en 1602.
Édifié en 1594, le château de Maule appelé « château d'Agnou » ou encore « du Hagnou » ou « Balagny », émergea de l'idée de Nicolas de Harlay sieur de Sancy, surintendant des finances d'Henri IV, désireux de se faire construire une demeure appropriée à son rang. Henri IV y aurait d'ailleurs probablement séjourné entre deux chasses.
Il fit assainir le marais du   Bout d'Agnou  afin de commencer les travaux de construction. Bien que seuls une aile d'environ 60 mètres et un pigeonnier nous soient parvenus, le baron avait des projets bien plus ambitieux. Il voulait bâtir un immense quadrilatère flanqué de quatre tours rondes.
Par son mariage avec Marie Moreau le 15 février 1575, Nicolas de Harlay fait l'acquisition de la terre de Grosbois en 1596, où il entreprend la construction d'un autre château en 1597, pouvant expliquer l'inachèvement de celui d'Agnou.
Les héritiers du baron et de sa femme Marie Moreau ne pourront conserver la propriété du château. Il sera vendu en 1638 à Claude de Bullion, surintendant des finances et garde des sceaux.
À la Révolution, il appartiendra au Marquis de Boisse, qui devra prendre le chemin de l'exil. Les révolutionnaires mutileront le château dont les restes seront vendus en 1793 à Nicolas-François Fréret et finalement récupérés par le marquis de Boisse en 1812.
Il appartient au XIXe siècle à la famille de Maule Plainval puis en 1876, à la famille Balagny.
Transformé en hospice lors de la Première Guerre mondiale, occupé par la Wehrmacht lors de la Seconde, il sera abandonné dans les années 1960. Sauvé par ses nouveaux propriétaires dans les années 1970, il retrouve peu à peu son image du XVIe siècle.
C'est aujourd'hui une copropriété privée.
Il servit également lors du tournage du film Écoute voir en 1979 de Hugo Santiago avec Catherine Deneuve.

## Colombier
Construit au XVIe siècle, le colombier du château est une haute tour cylindrique en pierre qui compte plus de 3 200 boulins ou niches, pouvant accueillir plus de 6 000 pigeons. Il est donc l'un des plus grands d'Île-de-France et l'un des plus anciens de France. Le privilège seigneurial d'élevage de pigeons fut aboli en 1790 et le colombier se vida définitivement.
Il abrite aujourd'hui des chouettes et une famille de faucons crécerelles.

## Jardins
Les vastes jardins du château, ouverts au public grâce à des allées et des passerelles, comprenaient entre autres un potager, un vivier, une serre, un bassin et même une île et une grotte artificielles. Ils ont aujourd'hui disparu.

## Architecture
L'aile unique de 60 mètres, reconstruite en partie au XVIIe siècle, possède une façade régulière couronnée de hautes lucarnes à fronton triangulaire. On pourra observer des voûtes d'arêtes au rez-de-chaussée. On peut aussi noter un escalier en pierre descendant sur les jardins.
Le soubassement du pavillon d'angle, qui termine l'aile, de plan losangé, porte une terrasse bordée d'un encorbellement simulant des mâchicoulis.
Cette tendance de l'architecture de la fin du XVIe siècle se retrouve à Ormesson ou encore à Grosbois.

## Anecdotes
Nicolas Harlay de Sancy, alors ambassadeur de France, fit l'acquisition en 1570, d'un diamant trouvé en Inde, le «Sancy», de 55 carats, qui est l'un des plus gros du monde.
Ce diamant est vendu en 1604 à Jacques Ier, roi d'Angleterre. Henriette-Marie de France, reine d'Angleterre, le vendit au cardinal Mazarin en 1657 qui le légua à Louis XIV en 1661.

Il fut placé sur les couronnes de Louis XV en 1722 et de Louis XVI en 1775. Il servit de bijoux à Marie-Antoinette.

Il est aujourd'hui à l'abri dans les collections du musée du Louvre depuis 1979. On peut l'admirer dans la galerie d'Apollon, destinée aux joyaux de la couronne.